# Scrivener Glacier
Der Scrivener Glacier (englisch für Schreibergletscher) ist ein kleiner Gletscher im ostantarktischen Viktorialand. Er fließt in südwestlicher Richtung und mündet unmittelbar westlich des Mount Allan Thomson in den Mackay-Gletscher.
Die Benennung geht auf Teilnehmer der Terra-Nova-Expedition (1910–1913) unter der Leitung des britischen Polarforschers Robert Falcon Scott zurück. Der weitere Benennungshintergrund ist nicht überliefert.